# Acrida granulata
Acrida granulata är en insektsart som beskrevs av Leo L. Mishchenko 1951. Acrida granulata ingår i släktet Acrida och familjen gräshoppor. Inga underarter finns listade i Catalogue of Life.